# Медвед 007
„Медвед 007” је југословенски ТВ филм из 1986. године. Режирао га је Желимир Гвардиол који је написао и сценарио по делу Павела Сикоре.

## Улоге
| Глумац               | Улога    |
| -------------------- | -------- |
| Милутин Мима Караџић | Пешић    |
| Милан Срдоч          |          |
| Миленко Павлов       |          |
| Мира Бањац           |          |
| Миливоје Мића Томић  | Марковић |
| Божидар Стошић       |          |
| Иван Бекјарев        |          |
| Богдан Диклић        |          |
| Бранислав Дамњановић |          |

Остале улоге ▼
| Глумац                    | Улога     |
| ------------------------- | --------- |
| Петар Лупа                |           |
| Бранислав Цига Миленковић |           |
| Мира Пеић                 | Учитељица |
| Душан Петковић            |           |
| Мирослав Дуда Радивојевић |           |
| Ратко Сарић               |           |
| Љиљана Шарки              |           |
| Ратко Танкосић            |           |